# (4047) Chang’E
(4047) Chang’E – planetoida z grupy pasa głównego asteroid okrążająca Słońce w ciągu 4 lat i 88 dni w średniej odległości 2,61 j.a. Została odkryta 8 października 1964 roku w Obserwatorium Astronomicznym Zijinshan. Nazwa planetoidy pochodzi od nazwy chińskiej sondy księżycowej Chang’e 1, oraz z chińskiej mitologii, w których Chang’e to imię pięknej bogini która poleciała na Księżyc. Przed nadaniem oficjalnej nazwy planetoida nosiła oznaczenie tymczasowe (4047) 1964 TT2.